# نويل داي
نويل داي (31 ديسمبر 1953 في جنوب أفريقيا - ) (بالإنجليزية: Noel Day)‏ هو لاعب كريكت جنوب أفريقي. لعب مع Gauteng (cricket team) ‏.

## وصلات خارجية
- نويل داي على موقع إي آس بي آن كريك إنفو (الإنجليزية)